# Kostel svatého Martina (Zbečno)
Kostel svatého Martina ve Zbečně je římskokatolický farní kostel ve středu obce Zbečno na Rakovnicku ve Středočeském kraji. Kostel je národní kulturní památkou.

## Historie

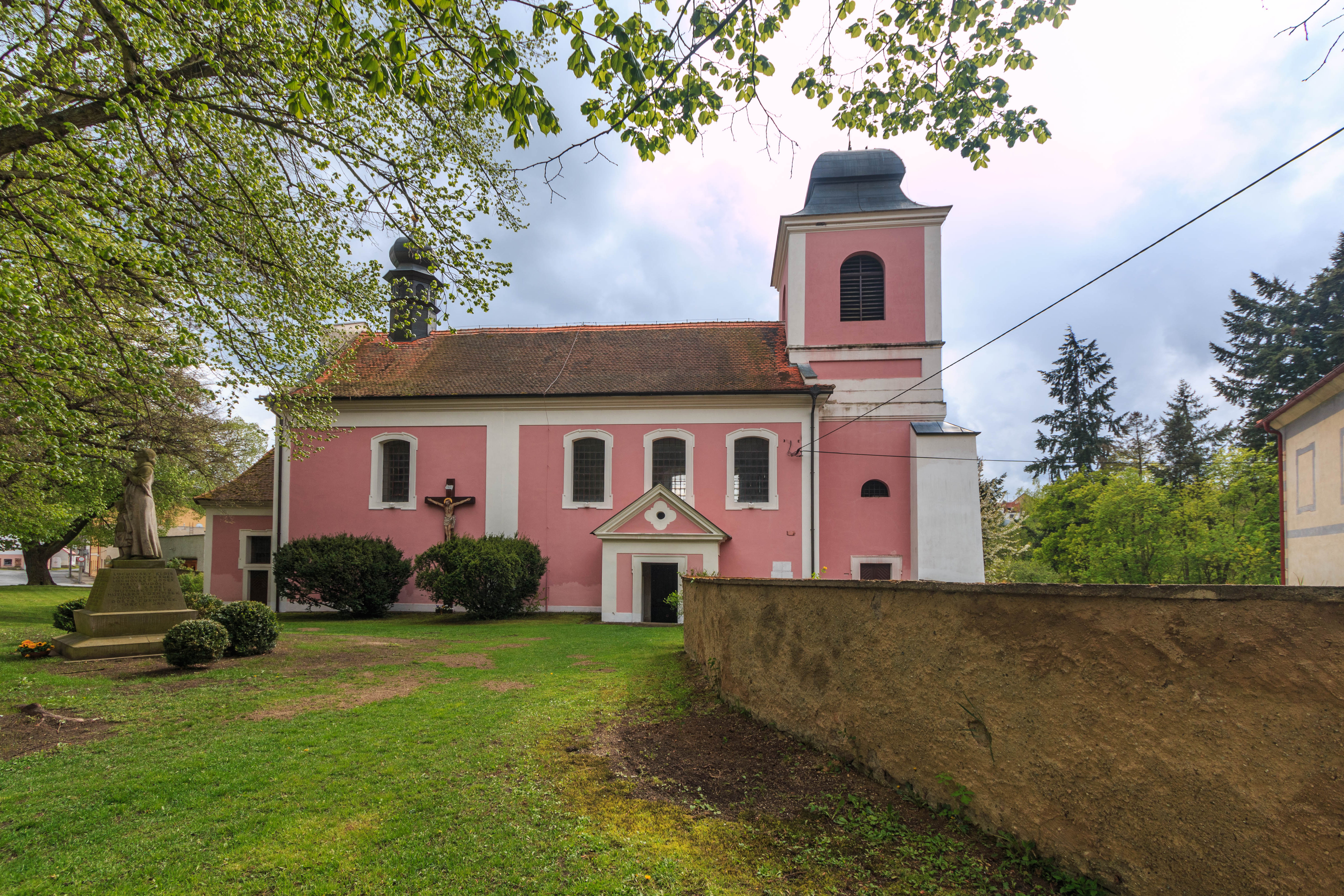

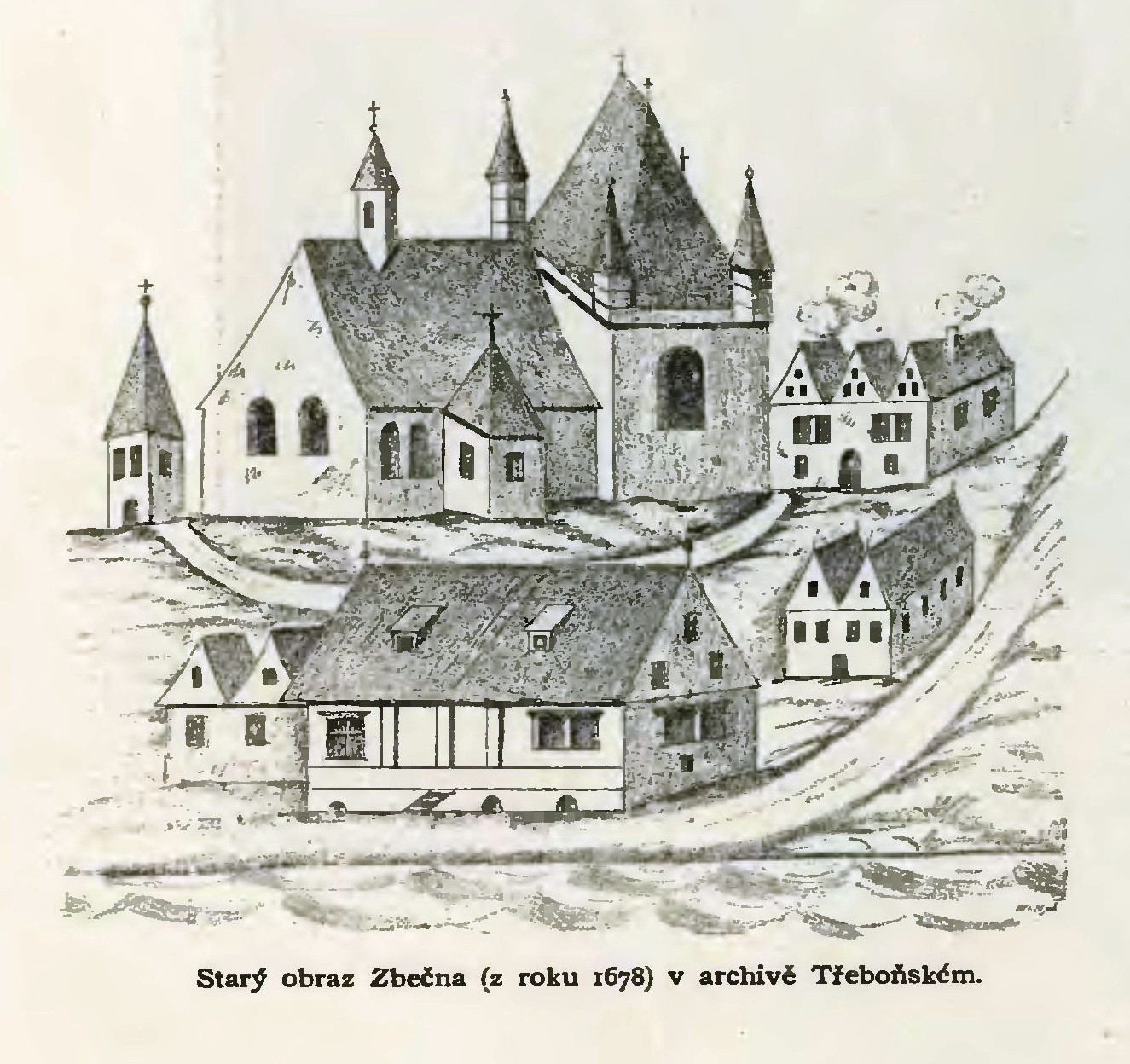
Podoba kostela v roce 1678

Ačkoli první písemná zmínka o farnosti v obci Zbečno pochází z roku 1330, lze vzhledem k významu místa v přemyslovských dobách na konci 11. a ve 12. století, předpokládat dřívější existenci kostela při zdejším přemyslovském dvorci.
V roce 1993 při opravě fasády proběhl stavební průzkum, při kterém byly odhaleny tři předchozí stavební etapy. Výsledkem průzkumu je závěr, že ve 14. či 15. století došlo k přestavbě starší románské stavby. V době pozdní gotiky byl k lodi kostela přistavěn presbytář, který kostelní loď výrazně převyšoval. Datování potvrzuje nález svorníku s monogramem krále Vladislava II. Jagellonského.
Barokní přestavby se kostel dočkal v letech 1714–1716 za majitele křivoklátského panství Jana Josefa Valdštejna. V roce 1831 nahradila dřevěnou zvonici, stojící v sousedství kostela, nová západní věž.

## Popis
Zbečenský kostel zasvěcený svatému Martinovi z Tours je jednolodní stavba obdélníkového půdorysu s průčelní věží na západní straně a pětibokou sakristií na straně východní. Ze severního boku lodi vystupuje předsíň.

### Interiér
Loď kostela má rozměry 10,45 × 7,8 × 8,35 m, s rovným rákosovým stropem. Vítězný oblouk o síle 1,08 m odděluje loď od presbytáře rozměrů 5,1 × 3,7 × 4,15 m. Uvnitř presbytáře jsou dva výklenky se sochami sv. Jana Nepomuckého a sv. Antonína. Na druhém konci lodi stojí kruchta na dvou zděných pilířích a zaklenuta je ve třech polích křížovou klenbou. Přístupná je dřevěným schodištěm ve věži. Sakristie za hlavním oltářem je sklenuta klášterní klenbou s výsečemi. Hlavní oltář je dřevěný a pochází z roku 1717. Na oltářním obraze se sv. Martin na koni dělí se žebrákem o plášť. Obraz je rámován dvěma páry sloupů s korintskými hlavicemi, z nichž vnější pár má spirálovitý tvar. Nad obrazem sv. Martina je obraz Korunování Panny Marie, opět orámovaný dvojicí spirálovitých sloupků. Na vrcholu oltáře je socha archanděla Michaela.
Na vítězném oblouku jsou dva boční dřevěné oltáře. Vlevo při pohledu z lodi je oltář sv. Anny. Oltářní obraz zobrazuje sv. Annu a sv. Jáchyma s Pannou Marií. Nad obrazem v kruhovém medailonku obraz sv. Josefa. Napravo oltář sv. Václava, nad ním v medailonku Madona s Ježíškem. Všechny čtyři obrazy na bočních oltářích pocházejí z roku 1853 a jejich autorem je Jan Kroupa z Prahy.  Cínová křtitelnice pochází z počátku 17. století. V 19. století byly ve věži tři zvony, nejstarší z roku 1579, další dva pak z let 1753 a 1762. Tyto dva pozdější byly zrekvírovány 12. ledna 1917. V roce 2005 byl instalován nový zvon, pojmenovaný po nově zvoleném papeži Benediktu XVI. Zvon sv. Benedikt váží 196 kg a jeho dolní průměr činí 68 cm. Zvon zhotovila zvonařská firma Marie Tomášková-Dytrychová z Brodku u Přerova.

## Okolní památky
- V sousedství kostela se nachází zbečenská fara
- Naproti kostelu sv. Marina se nachází roubená rychta - Hamousův statek